# Keiko Suenobu
すえのぶ　けいこ
Œuvres principales
- Vitamine (2001)
- Life (2002)
- Happy Tomorrow (2003)

Keiko Suenobu (すえのぶ　けいこ, Suenobu Keiko), née le 23 mars 1979 à Fukuoka, est une mangaka japonaise de shōjo.
Elle publie le one shot Vitamine en 2001 au Japon, paru en 2005 en France chez l'éditeur Panini. Elle y aborde l’ijime, thème qu’elle développe aussi dans son second manga. Life est son plus gros succès ; débuté en 2002, elle reçoit en 2006 le Prix du manga Kōdansha dans la catégorie shōjo. Elle entame peu après Limit, série prépubliée dans le magazine Bessatsu Friend à partir d'octobre 2009.

## Publications
Elle participe à l'élaboration des recueils Namida Hyakuman Tsubu (涙100万粒) en 2001 et Kandō no Junai (ヴァージンズ　感動の純愛) en 2002.
Elle a publié, :
- Vitamine (ビタミン, Bitamin?), 2001, Kōdansha ;
- Life (ライフ, Raifu?), 2002, Kōdansha ;
- Happy Tomorrow (ハッピー・トゥモロー, Happī Tumorō?), 2003, Kōdansha ;
- Limit (リミット, Rimitto?), 2009, Kōdansha ;
- Hope (ホープ, Hōpu?), 2013, Kōdansha.